# Nimfodor d'Abdera
Nimfodor (grec antic: Νυμφόδωρος, Nymphódōros, llatí: Nymphodorus) fou un ciutadà notable de la polis d'Abdera, al Quersonès traci, la germana del qual es va casar amb el rei Sitalces dels odrisis.
Els atenesos fins llavors el tenien per enemic, però per causa de la seva influència amb el rei odrisi el van fer el seu proxenos (431 aC), i per la seva mediació van aconseguir l'aliança de Sitalces; la ciutat d'Abdera fou reconeguda a Sadocos, fill de Sitalces.
Nimfodor també va fer de mediador entre atenesos i el rei Perdicas II de Macedònia, i Atenes va retornar a aquest rei la ciutat de Terme que havien ocupat el 432 aC. El 430 aC Nimfodor va ajudar en la captura a Bisante, d'Aristeu de Corint i altres ambaixadors que anaven a demanar ajut al rei persa contra Atenes, segons que narren Heròdot i Tucídides.